# Alemania en la Eurocopa 2012
La Selección de fútbol de Alemania fue uno de los 16 países participantes en la Eurocopa 2012, torneo que se realizó en Polonia y Ucrania entre el 8 de junio y el 1 de julio de 2012.

## Clasificación
Alemania obtuvo la clasificación para el torneo continental como primera de su grupo, ganando todos los partidos en el grupo A y sumando 30 puntos ante Turquía, Bélgica, Austria, Azerbaiyán y Kazajistán.
| Equipo     | Pts | PJ | PG | PE | PP | GF | GC | Dif |
| ---------- | --- | -- | -- | -- | -- | -- | -- | --- |
| Alemania   | 30  | 10 | 10 | 0  | 0  | 34 | 7  | 27  |
| Turquía    | 17  | 10 | 5  | 2  | 3  | 13 | 11 | 2   |
| Bélgica    | 15  | 10 | 4  | 3  | 3  | 21 | 15 | 6   |
| Austria    | 12  | 10 | 3  | 3  | 4  | 16 | 17 | -1  |
| Azerbaiyán | 7   | 10 | 2  | 1  | 7  | 10 | 26 | -16 |
| Kazajistán | 4   | 10 | 1  | 1  | 8  | 6  | 24 | -18 |

| Fecha                   | Lugar          | Local      |                       | Resultado                                                          |                       | Visitante  |
| ----------------------- | -------------- | ---------- | --------------------- | ------------------------------------------------------------------ | --------------------- | ---------- |
| 3 de septiembre de 2010 | Bruselas       | Bélgica    | Bandera de Bélgica    | 0:1 (0:0) Archivado el 24 de noviembre de 2015 en Wayback Machine. | Bandera de Alemania   | Alemania   |
| 7 de septiembre de 2010 | Colonia        | Alemania   | Bandera de Alemania   | 6:1 (3:0) Archivado el 2 de abril de 2016 en Wayback Machine.      | Bandera de Azerbaiyán | Azerbaiyán |
| 8 de octubre de 2010    | Berlín         | Alemania   | Bandera de Alemania   | 3:0 (1:0) Archivado el 25 de noviembre de 2015 en Wayback Machine. | Bandera de Turquía    | Turquía    |
| 12 de octubre de 2010   | Astaná         | Kazajistán | Bandera de Kazajistán | 0:3 (0:0)                                                          | Bandera de Alemania   | Alemania   |
| 26 de marzo de 2011     | Kaiserslautern | Alemania   | Bandera de Alemania   | 4:0 (2:0)                                                          | Bandera de Kazajistán | Kazajistán |
| 3 de junio de 2011      | Viena          | Austria    | Bandera de Austria    | 1:2 (0:1)                                                          | Bandera de Alemania   | Alemania   |
| 7 de junio de 2011      | Bakú           | Azerbaiyán | Bandera de Azerbaiyán | 1:3 (0:2)                                                          | Bandera de Alemania   | Alemania   |
| 2 de septiembre de 2011 | Gelsenkirchen  | Alemania   | Bandera de Alemania   | 6:2 (3:1)                                                          | Bandera de Austria    | Austria    |
| 7 de octubre de 2011    | Estambul       | Turquía    | Bandera de Turquía    | 1:3 (0:1)                                                          | Bandera de Alemania   | Alemania   |
| 11 de octubre de 2011   | Düsseldorf     | Alemania   | Bandera de Alemania   | 3:1 (2:0)                                                          | Bandera de Bélgica    | Bélgica    |

### Goleadores
| Jugador                | Goles | PJ | Minuto |
| ---------------------- | ----- | -- | ------ |
| Miroslav Klose         | 9     | 6  | 505    |
| Mario Gómez            | 6     | 6  | 406    |
| Mesut Özil             | 5     | 9  | 788    |
| André Schürrle         | 3     | 5  | 173    |
| Lukas Podolski         | 3     | 9  | 678    |
| Thomas Müller          | 3     | 10 | 819    |
| Mario Götze            | 1     | 4  | 116    |
| Heiko Westermann       | 1     | 4  | 303    |
| Bastian Schweinsteiger | 1     | 5  | 425    |
| Holger Badstuber       | 1     | 9  | 741    |

## Preparación
Antes del torneo la selección Alemana jugó dos partidos amistosos. El primero se jugó contra Suiza en Basilea el 26 de mayo. El marcador fue un sorpresivo 5-3 a favor de los locales, ya que después de arrasar en la clasificación, todos daban por descontado una victoria teutona. Dicha derrota por tan abultado marcador generó preocupación en la prensa local. Días después en Leipzig se jugó un segundo amistoso contra Israel, que al ganar por 2-0 sirvió para tranquilizar los ánimos de los hinchas y la prensa.

### Amistosos
| Fecha              | Lugar   |          |                     | Resultado |                     |          |
| ------------------ | ------- | -------- | ------------------- | --------- | ------------------- | -------- |
| 26 de mayo de 2012 | Basilea | Suiza    | Bandera de Suiza    | 5:3 (2:1) | Bandera de Alemania | Alemania |
| 31 de mayo de 2012 | Leipzig | Alemania | Bandera de Alemania | 2:0 (1:0) | Bandera de Israel   | Israel   |

## Jugadores

### Convocatoria
El 29 de mayo Joachim Löw confirmó la lista de jugadores convocados, de la cual se destaca la inclusión de jugadores jóvenes como İlkay Gündoğan, Mario Götze, Marco Reus y André Schürrle, similar a como hizo en su momento con Mesut Özil y Thomas Müller, al darles oportunidad en la Copa Mundial de Fútbol de 2010
Datos correspondientes a la situación previa al inicio del torneo.
| #  | Nombre                 | Posición      | Edad | PJ Sel | Club               |
| -- | ---------------------- | ------------- | ---- | ------ | ------------------ |
| 1  | Manuel Neuer           | Portero       | 26   | 25     | Bayern de Múnich   |
| 2  | İlkay Gündoğan         | Mediocampista | 21   | 2      | Borussia Dortmund  |
| 3  | Marcel Schmelzer       | Defensa       | 24   | 6      | Borussia Dortmund  |
| 4  | Benedikt Höwedes       | Defensa       | 24   | 8      | FC Schalke 04      |
| 5  | Mats Hummels           | Defensa       | 23   | 14     | Borussia Dortmund  |
| 6  | Sami Khedira           | Mediocampista | 25   | 26     | Real Madrid        |
| 7  | Bastian Schweinsteiger | Mediocampista | 27   | 90     | Bayern de Múnich   |
| 8  | Mesut Özil             | Mediocampista | 23   | 32     | Real Madrid        |
| 9  | André Schürrle         | Delantero     | 21   | 13     | Bayer Leverkusen   |
| 10 | Lukas Podolski         | Delantero     | 26   | 96     | FC Colonia         |
| 11 | Miroslav Klose         | Delantero     | 33   | 115    | SS Lazio           |
| 12 | Tim Wiese              | Portero       | 30   | 6      | 1899 Hoffenheim    |
| 13 | Thomas Müller          | Mediocampista | 22   | 26     | Bayern de Múnich   |
| 14 | Holger Badstuber       | Defensa       | 23   | 19     | Bayern de Múnich   |
| 15 | Lars Bender            | Mediocampista | 23   | 5      | Bayer Leverkusen   |
| 16 | Philipp Lahm           | Defensa       | 28   | 85     | Bayern de Múnich   |
| 17 | Per Mertesacker        | Defensa       | 27   | 80     | Arsenal FC         |
| 18 | Toni Kroos             | Mediocampista | 22   | 25     | Bayern de Múnich   |
| 19 | Mario Götze            | Mediocampista | 19   | 13     | Borussia Dortmund  |
| 20 | Jérôme Boateng         | Defensa       | 23   | 20     | Bayern de Múnich   |
| 21 | Marco Reus             | Delantero     | 22   | 5      | B. Monchengladbach |
| 22 | Ron-Robert Zieler      | Portero       | 23   | 1      | Hannover 96        |
| 23 | Mario Gómez            | Delantero     | 26   | 51     | Bayern de Múnich   |
| DT | Joachim Löw            |               |      |        |                    |

## Participación

### Grupo B
El Grupo B fue considerado para esta edición "El grupo de la muerte" por la presencia de tres selecciones favoritas: la misma Alemania, Países Bajos y Portugal. Inicialmente se hablaba de Dinamarca como el equipo más débil pero fue protagonista de su grupo, pese a no avanzar a cuartos de final. Holanda fue la gran decepción del grupo, al no revalidar su favoritismo como subcampeón del mundo. Entre tanto Alemania confirmó su rótulo de favorito, al avanzar primera y ser la única selección de la fase de grupos en ganar sus tres partidos.
| Equipo       | Pts | PJ | PG | PE | PP | GF | GC | Dif |
| ------------ | --- | -- | -- | -- | -- | -- | -- | --- |
| Alemania     | 9   | 3  | 3  | 0  | 0  | 5  | 2  | 3   |
| Portugal     | 6   | 3  | 2  | 0  | 1  | 5  | 4  | 1   |
| Dinamarca    | 3   | 3  | 1  | 0  | 2  | 4  | 5  | -1  |
| Países Bajos | 0   | 3  | 0  | 0  | 3  | 2  | 5  | -3  |

| 9 de junio de 2012, 21:45 (UTC+3) | Alemania  | 1:0 (0:0) | Portugal | Lviv Arena, Leópolis                                        |                                                             |
|                                   | Gómez 72' | Reporte   |          | Asistencia: 32 990 espectadores Árbitro(s): Stéphane Lannoy | Asistencia: 32 990 espectadores Árbitro(s): Stéphane Lannoy |

| 13 de junio de 2012, 21:45 (UTC+3) | Países Bajos   | 1:2 (0:2) | Alemania      | Metalist, Járkov                                           |                                                            |
|                                    | Van Persie 73' | Reporte   | Gómez 24' 38' | Asistencia: 37 750 espectadores Árbitro(s): Jonas Eriksson | Asistencia: 37 750 espectadores Árbitro(s): Jonas Eriksson |

| 17 de junio de 2012, 21:45 (UTC+3) | Dinamarca       | 1:2 (1:1) | Alemania                  | Lviv Arena, Leópolis                                                |                                                                     |
|                                    | Krohn-Dehli 24' | Reporte   | Podolski 19' · Bender 80' | Asistencia: 32 990 espectadores Árbitro(s): Carlos Velasco Carballo | Asistencia: 32 990 espectadores Árbitro(s): Carlos Velasco Carballo |

### Cuartos de final
Por pasar primera de su grupo, Alemania se enfrenta con el segundo del Grupo B, que fue la selección de Grecia. Contra esta selección se han registrado ocho partidos (5 victorias y 3 empates, diferencia de goles 17:7). El último partido fue el 28 de marzo de 2001 en el marco de la clasificación la Copa mundial de fútbol de 2002, en Atenas con victoria para Alemania 4-2; Miroslav Klose anotó su segundo gol en un partido internacional.
| 22 de junio de 2012, 20:45 (UTC+2) | Alemania                                      | 4:2 (1:0) | Grecia                              | PGE Arena, Gdańsk                                         |                                                           |
|                                    | Lahm 39' · Khedira 61' · Klose 68' · Reus 74' | Reporte   | Samaras 55' · Salpigidis 89' (pen.) | Asistencia: 38 751 espectadores Árbitro(s): Damir Skomina | Asistencia: 38 751 espectadores Árbitro(s): Damir Skomina |

### Semifinales
Luego de derrotar a Grecia, Alemania se enfrenta al ganador de la llave 4 entre Inglaterra e Italia. Este partido, jugado el 24 de junio en Kiev significó la clasificación de los italianos. El último partido entre ambas selecciones fue el 4 de julio de 2006, durante la Copa Mundial de ese mismo año, en la fase de semifinales, donde Italia venció en el tiempo extra por marcador de 2-0. Por la Eurocopa, el último enfrentamiento fue en la fase de grupos del torneo de 1996 en Mánchester, donde quedaron empatados por 0-0.
| 28 de junio de 2012, 20:45 (UTC+2) | Alemania          | 1:2 (0:2) | Italia            | Nacional de Polonia, Varsovia                               |                                                             |
|                                    | Özil 90+2' (pen.) | Reporte   | Balotelli 20' 36' | Asistencia: 55 540 espectadores Árbitro(s): Stéphane Lannoy | Asistencia: 55 540 espectadores Árbitro(s): Stéphane Lannoy |

## Premios para los jugadores
Los jugadores de la selección alemana de fútbol recibieron de parte de la Federación Alemana de Fútbol 50.000 euros por persona por su participación en la copa. Por llegar a las semifinales, el premio se duplicó a €100.000. De haber llegado a la final se otorgarían otros €150.000 por persona y en el caso de ser campeones, los jugadores hubieran recibido €300.000 cada uno y los 23,5 millones de la DFB como reconocimiento de la UEFA.